# Robert Zwinkels
Robert Zwinkels (4 de mayo de 1983, Wateringen) es un futbolista neerlandés que se desempeña bajo la posición de portero, militó toda su carrera profesional en el ADO Den Haag de la Eredivisie de Países Bajos. Actualmente se encuentra retirado.